# Первый полёт
Первый полёт — первый в истории летательного аппарата отрыв от земной поверхности и перемещение его в воздушном пространстве при помощи его собственной движущей силы. Цель первого полёта воздушного судна состоит в проверке его управляемости и в изучении производительности — расхода топлива и крейсерской скорости. Как правило, осуществляется опытными пилотами, которые в процессе полёта обеспечивают сбор жизненно важной оперативной информации для дальнейшего анализа параметров летательного аппарата по сравнению с конструкторской документацией, компьютерной моделью и результатами, полученными на тренажёрах, а также для доработки руководства по лётной эксплуатации и определения эксплуатационных пределов воздушного судна.
Первый полёт также является важной процедурой в процессе подготовки документации для приёмки серийной модели летательного аппарата соответствующим сертификационным органом.

## Самолёты
Первый полёт любого самолёта — всегда значимое и историческое событие, подобно выходу водного судна в плавание. Почти всегда этот полёт исполнялся или разработчиком самолёта (начало эры авиации) или профессиональным летчиком-испытателем (начиная с 1920-х годов). Во время этого полёта проверяется или возможность летательного средства выполнять полёты (в начале авиации) или проверяется способность самолёта для его последующей эксплуатации (военной или гражданской).
Неполный список первых полётов авиаторов и разных типов самолётов:
| Изображение | Дата первого полёта | Самолёт              | Страна, пилот                           | Комментарии |
| ----------- | ------------------- | -------------------- | --------------------------------------- | --- |
|             | июль 1875           | Aerial Steamer       | Великобритания, · Томас Мой             | |
|             | 9 октября 1890      | Éole                 | Франция, · Клеман Адер                  | Летательный аппарат, управляемый лёгким паровым двигателем его собственной разработки.                                                                        |
|             | 14 августа 1901     | «№ 21»               | США, · Густав Уайтхед                   | |
|             | 31 марта 1903       | Безымянный моноплан  | Новая Зеландия, · Ричард Пирс           | |
|             | 17 декабря 1903     | Wright Flyer         | США, · Братья Райт                      | |
|             | 7 сентября 1905     | Santos-Dumont 14-bis | Франция, · Альберто Сантос-Дюмон        | |
|             | 12 ноября 1906      | Блерио III           | Франция                                 | Первый самолёт конструкторов Луи Блерио и Габриеля Вуазена, поднявшийся в воздух.                                                                             |
|             | 8 июня 1908         | Avro Roe I Biplane   | Великобритания                          | Первый самолёт Великобритании. |
|             | 4 июля 1908         | June Bug             | США, · Гленн Кёртисс                    | |
|             | 23 мая 1910         | Кудашев-1            | Российская империя, · Александр Кудашев | Первый в России полёт самолёта отечественной постройки. |
|             | 10 мая 1913         | «Русский витязь»     | Российская империя                      | Первый в мире четырёхмоторный самолёт Игоря Сикорского. |
|             | 3 апреля 1920       | Boeing GA-1          | США                                     | Первый американский штурмовик. |
|             | 15 августа 1923     | И-1                  | СССР                                    | Первый советский истребитель конструкции Николая Поликарпова.                                                                                                 |
|             | 21 октября 1923     | АНТ-1                | СССР, · Евгений Иванович Погосский      | Первый самолёт конструктора Андрея Туполева. |
|             | 26 июля 1925        | К-1                  | СССР                                    | Первый советский пассажирский самолёт конструкции Константина Калинина.                                                                                       |
|             | 12 мая 1927         | АИР-1                | СССР                                    | Первый самолёт, разработанный под руководством Александра Яковлева.                                                                                           |
|             | 11 ноября 1930      | Ш-2                  | СССР                                    | Первый советский самолёт-амфибия конструкции Вадима Шаврова.                                                                                                  |
|             | 26 ноября 1932      | Bratu-220            | Франция— Румыния                        | Первый франко-румынский пассажирский самолёт. |
|             | 1934                | Faucett F-19         | Перу                                    | Первый перуанский пассажирский самолёт. |
|             | 22 апреля 1935      | ИК-2                 | Югославия                               | Первый югославский истребитель. |
|             | Февраль 1936        | RWD-11               | Польша                                  | Пассажирский самолёт с многоразрезным (щелевым) крылом. |
|             | 20 июня 1939        | Heinkel He 176       | Германия                                | Первый в мире самолёт, приводившийся в движение лишь жидкостным реактивным двигателем.                                                                        |
|             | 1 марта 1944        | Horten Ho IX         | Германия                                | Первый в мире ЛА «летающее крыло» на реактивной тяге. |
|             | 8 августа 1944      | Junkers Ju 287       | Германия                                | Первый в мире реактивный бомбардировщик, на котором было применено крыло обратной стреловидности.                                                             |
|             | 27 августа 1939     | Heinkel He 178       | Германия                                | первый в мире самолёт с турбореактивным двигателем. |
|             | 15 июня 1943        | Arado Ar 234 Blitz   | Германия                                | Первый в мире реактивный бомбардировщик и первый реактивный бомбардировщик, участвовавший в боевых действиях.                                                 |
|             | 24 апреля 1946      | МиГ-9                | СССР                                    | Первый советский турбореактивный истребитель. |
|             | 2 ноября 1947       | H-4 Hercules         | США                                     | Первый и единственный полёт 8-моторного американского самолёта.                                                                                               |
|             | 27 июля 1949        | De Havilland Comet   | Великобритания                          | Первый в мире реактивный коммерческий авиалайнер. |
|             | 1 февраля 1950      | МиГ-17               | СССР, · Иван Тимофеевич Иващенко        | Первым из серийных истребителей допускал достижение скорости звука, но для боевых полётов считался околозвуковым.                                             |
|             | 5 января 1954       | МиГ-19               | СССР, · Григорий Александрович Седов    | Первый серийный истребитель. |
|             | 27 мая 1955         | Caravelle            | Франция                                 | Первый реактивный пассажирский авиалайнер с расположенными в хвосте двигателями.                                                                              |
|             | 17 июня 1955        | Ту-104               | СССР                                    | Первый советский реактивный пассажирский самолёт. |
|             | 29 июня 1962        | Vickers VC10         | Великобритания                          | Дальнемагистральный авиалайнер, первый с четырьмя двигателями на хвосте.                                                                                      |
|             | 3 января 1963       | Ил-62                | СССР                                    | Первый советский реактивный межконтинентальный лайнер с четырьмя двигателями на хвосте.                                                                       |
|             | 21 декабря 1964     | F-111                | США                                     | Двухместный тактический бомбардировщик дальнего радиуса действия; первый серийный самолёт, на котором впервые было внедрено крыло изменяемой стреловидности.  |
|             | 27 февраля 1965     | Ан-22 («Антей»)      | СССР                                    | Первый советский широкофюзеляжный самолёт, самый большой в мире турбовинтовой самолёт.                                                                        |
|             | 9 апреля 1967       | Boeing 737           | США                                     | Узкофюзеляжный турбовентиляторный пассажирский самолёт; является самым массовым пассажирским самолётом за всю историю пассажирского авиастроения.             |
|             | 31 декабря 1968     | Ту-144               | СССР                                    | Первый сверхзвуковой пассажирский самолёт; один из двух в мире сверхзвуковых авиалайнеров, использовавшихся в гражданской авиации для коммерческих перевозок. |
|             | 9 февраля 1969      | Boeing 747           | США                                     | Первый в мире дальнемагистральный двухпалубный широкофюзеляжный пассажирский самолёт.                                                                         |
|             | 2 марта 1969        | Concorde             | Великобритания— Франция                 | Британско-французский сверхзвуковой пассажирский самолёт, один из двух типов сверхзвуковых самолётов в мире, находившихся в коммерческой эксплуатации.        |
|             | 28 октября 1972     | Airbus A300          | Европейский союз                        | Первый двухмоторный широкофюзеляжный самолёт в мире. |
|             | 7 марта 1975        | Як-42                | СССР, · Арсений Леонидович Колосов      | Среднемагистральный трёхдвигательный пассажирский самолёт; первый, оснащённый турбовентиляторными двигателями с высокой степенью двухконтурности.             |
|             | 16 сентября 1975    | МиГ-31               | СССР, · Александр Васильевич Федотов    | Двухместный сверхзвуковой всепогодный истребитель-перехватчик; первый советский боевой самолёт четвёртого поколения.                                          |
|             | 22 декабря 1976     | Ил-86                | СССР                                    | Первый и самый массовый советский пассажирский широкофюзеляжный самолёт.                                                                                      |
|             | 29 декабря 1979     | NASA AD-1            | США                                     | Первый в мире самолёт с косым (несимметричным) крылом. |
|             | 3 апреля 1982       | Airbus A310          | Европейский союз                        | Один из самых маленьких широкофюзеляжных самолётов в мире. |
|             | 24 декабря 1982     | Ан-124 («Руслан»)    | СССР                                    | Тяжёлый дальний транспортный самолёт, самый крупный в мире серийный грузовой самолёт.                                                                         |
|             | 21 декабря 1988     | Ан-225 («Мрия»)      | СССР                                    | Один из самых больших и грузоподъёмных самолётов в мире. |
|             | 28 мая 2017         | МС-21                | Россия                                  | Среднемагистральный узкофюзеляжный пассажирский самолёт. |
|             | 13 апреля 2019      | Stratolaunch         | США, · Берт Рутан                       | Самолёт с самым большим размахом крыла в истории. |
|             | 30 января 2022      | ЛМС-901 («Байкал»)   | Россия                                  | Лёгкий многоцелевой турбовинтовой однодвигательный самолёт.                                                                                                   |

## Дирижабли
| Изображение | Дата первого полёта | Дирижабль     | Страна, пилот      | Комментарии                                                                                           |
| ----------- | ------------------- | ------------- | ------------------ | --- |
|             | 2 июля 1900         | Zeppelin LZ 1 | Германия           | Опытный дирижабль типа «Цеппелин», первый в мире дирижабль жёсткого типа.                             |
|             | 28 августа 1908     | Учебный       | Российская империя | Первый российский дирижабль, сконструированный, построенный и испытанный русскими воздухоплавателями. |
|             | 10 февраля 1915     | Гигант        | Российская империя | Крупнейший управляемый аэростат, построенный в России.                                                |
|             | 9 сентября 1915     | LZ-48         | Германия           | Дирижабль жёсткой конструкции; первый, сбитый над Лондоном 1 апреля 1916 года.                        |
|             | 4 марта 1936        | Гинденбург    | Германия           | Был самым большим в мире из созданных до того времени дирижаблей                                      |

## Вертолёты
| Изображение | Дата первого полёта | Вертолёт              | Страна, пилот                        | Комментарии                                                                                                |
| ----------- | ------------------- | --------------------- | ------------------------------------ | --- |
|             | 1924                | Pescara 2F            | Аргентина, · Рауль Патерас Пескара   | Один из первых вертолётов соосной схемы.                                                                   |
|             | 13 сентября 1930    | ЦАГИ 1-ЭА             | СССР, · Алексей Михайлович Черёмухин | Первый советский экспериментальный вертолёт.                                                               |
|             | 26 июня 1936        | Focke-Wulf Fw 61      | Германия, · Генрих Фокке             | Первый вертолёт который обладал достаточной устойчивостью на всех режимах полёта и хорошей управляемостью. |
|             | 3 августа 1940      | Focke Achgelis Fa 223 | Германия, · Генрих Фокке             | Первый серийный транспортный вертолёт.                                                                     |
|             | 13 января 1942      | Sikorsky R-4          | США, · Игорь Иванович Сикорский      | Первый серийно выпускавшийся в США вертолёт.                                                               |
|             | 30 октября 1941     | Flettner Fl 282       | Германия, · Антон Флеттнер           | Первый вертолёт палубной авиации.                                                                          |
|             | 12 ноября 1947      | Ка-8                  | СССР                                 | Первый вертолёт Н. И. Камова.                                                                              |
|             | 20 декабря 1947     | ЭГ                    | СССР                                 | Экспериментальный вертолёт ОКБ Яковлева.                                                                   |
|             | 20 сентября 1948    | Ми-1                  | СССР, · Матвей Карлович Байкалов     | Первый серийный советский вертолёт.                                                                        |
|             | 3 июля 1952         | Як-24                 | СССР                                 | Вертолёт ОКБ Яковлева.                                                                                     |
|             | 20 июня 1961        | Ка-25                 | СССР                                 | Первый советский противолодочный вертолёт корабельного базирования.                                        |
|             | 7 сентября 1965     | Bell AH-1 Cobra       | США                                  | Первый в мире ударный вертолёт.                                                                            |
|             | 10 июля 1968        | Ми-12                 | СССР                                 | Самый тяжёлый и грузоподъёмный вертолёт, когда-либо построенный в мире.                                    |
|             | 19 сентября 1969    | Ми-24                 | СССР, · Герман Витальевич Алфёров    | Первый советский/российский боевой ударный вертолёт.                                                       |

## Ракетно-космическая техника
С появлением реактивных двигателей было положено начало реактивной техники, как в самолётостроении, так и создании ракет. Первоначально ракетная техника использовалась в военных целях, затем — и в гражданских.
| Изображение   | Дата первого полёта | Аппарат    | Страна, пилот                           | Комментарии |
| ------------- | ------------------- | ---------- | --------------------------------------- | --- |
|               | 21 декабря 1932     | Фау-1      | Германия                                | Первое испытание военной ракеты (самолёт-снаряд). |
|               | март 1942           | Фау-2      | Германия                                | Пуск первой военной баллистической ракеты. |
|               | 4 октября 1957      | Спутник-1  | СССР                                    | Пуск первого искусственного спутника Земли. |
|               | 12 апреля 1961      | Восток-1   | СССР                                    | Запуск первого космического аппарата с человеком на околоземную орбиту.                                                                                               |
|               | 5 мая 1961          | Меркурий-3 | США                                     | Первый пилотируемый суборбитальный полёт США. |
|               | 12 октября 1964     | Восход-1   | СССР                                    | Первый космический полёт более чем с одним человеком на борту (три), впервые осуществлялся без скафандров.                                                            |
| 18 марта 1965 | Восход-2            | СССР       | Первый выход человека в открытый космос | |
|               | 23 марта 1965       | Джемини-3  | США                                     | Первый пилотируемый полёт по программе «Джемини». |
|               | 23 апреля 1967      | Союз-1     | СССР                                    | Первый пилотируемый космический корабль серии «Союз». |
|               | 11 октября 1968     | Аполлон-7  | США                                     | Запуск первого пилотируемого космического корабля серии «Аполлон». |
|               | 30 мая 1971         | Маринер-9  | США                                     | Первый искусственный спутник другой планеты. |
|               | 24 декабря 1979     | Ариан-1    | Европейский союз                        | Первая европейская ракета-носитель из семейства «Ариан». |
|               | 12 августа 1977     | Энтерпрайз | США                                     | Первый прототип многоразового транспортного космического корабля программы «Спейс шаттл».                                                                             |
|               | 12 апреля 1981      | Колумбия   | США                                     | Первый корабль многоразового использования. |
|               | 4 апреля 1983       | Челленджер | США                                     | Второй корабль многоразового использования. |
|               | 30 августа 1984     | Дискавери  | США                                     | Третий корабль многоразового использования. |
|               | 3 октября 1985      | Атлантис   | США                                     | Четвёртый корабль многоразового использования. |
|               | 15 ноября 1988      | Буран      | СССР                                    | Орбитальный корабль-ракетоплан советской многоразовой транспортной космической системы.Свой первый и единственный космический полёт произвёл в автоматическом режиме. |
|               | 7 мая 1992          | Индевор    | США                                     | Пятый корабль многоразового использования. |
|               | 19 ноября 1999      | Шэньчжоу-1 | Китай                                   | Первый беспилотный космический корабль из программы «Шэньчжоу». |
|               | 15 октября 2003     | Шэньчжоу-5 | Китай                                   | Первый пилотируемый космический корабль из программы «Шэньчжоу». |